# Morpheus (software)
Morpheus was een P2P-programma voor Windows ontwikkeld door StreamCast Networks Inc.. Het kon gebruikt worden voor het zoeken, downloaden en uploaden van muziek-, video-, en andere bestanden. Dit programma werd vooral gebruikt voor het uitwisselen van auteursrechtelijk beschermde bestanden, maar heeft ook de mogelijkheid om een bepaalde Creative Commons-licentie aan een bestand te koppelen. De maker claimt dat het programma niet gebundeld is met spyware.
Met ingang van 29 oktober 2008 is de officiële Morpheus website offline, samen met alle andere websites die eigendom zijn van StreamCast Networks inclusief Morpheus.com, MusicCity.com, Streamcastnetworks.com en NeoNetwork.com.

## Versiegeschiedenis
In versie 5.2 werd er podcast ondersteuning toegevoegd. Er kon worden gezocht en gedownload. Sinds versie 5.3.2 blokkeert Morpheus een groot deel van de auteursrechtelijk beschermde bestanden.